# Effetto Bauschinger
Si definisce effetto Bauschinger (dal nome dell'ingegnere tedesco Johann Bauschinger) il fenomeno di isteresi plasticizzante dei materiali duttili, cui corrisponde un incrudimento di tipo cinematico.
Analizzando un materiale duttile sottoponendolo ad una prova uniassiale, è possibile definire un diagramma sforzo-deformazione, che presenterà una fase elastica lineare ed una plastica.
Il confine fra le due fasi è segnato da un valore di tensione di snervamento a trazione fy(t), ed uno a compressione fy(c); supponendo di sottoporre un corpo ad uno stato di sforzo di trazione f'y(t) superiore a questo valore, dal momento in cui il materiale viene soggetto a scarico e successivamente ad una sollecitazione di compressione, la nuova tensione di snervamento a compressione avrà un valore inferiore a fy(c).
Questo fenomeno è l'effetto Bauschinger, che si verifica a causa della traslazione della superficie di plasticizzazione (incrudimento cinematico), verso un punto rappresentativo dello stato di sollecitazione di trazione.
Un procedimento analogo si verifica anche invertendo l'ordine di applicazione degli sforzi.